# Klamm.de
klamm.de ist ein deutsches Webportal und eine so genannte „bezahlte Startseite“, deren Benutzer eine Vergütung für das Aufrufen der Website erhalten. Mit über 398.000 Mitgliedern (Stand: 2024) zählt klamm.de zu den größeren deutschen Portalen dieser Art. Im internationalen Vergleich war es zeitweise unter den 5000 meistbesuchten Domains.

## Geschichte
Die 1996 von Lukas Klamm erstellte private Website entwickelte sich zu einem Webportal, als Klamm sich Ende 1999 entschloss, seine Werbeeinnahmen an die Benutzer weiterzugeben. Die europaweit erste „bezahlte Startseite“ wurde eröffnet und fungierte mit als Pionier der Paid4-Szene. Die Vergütung betrug damals 0,5 Pfennig (entsprach im Jahr 2017 der Kaufkraft von etwa 0,33 Eurocent) pro Startseitenaufruf.
Heute (Stand: 2020) erhält man pro Seitenaufruf 0,2 Cent. Zwischen zwei vergüteten Seitenaufrufen müssen 60 Minuten vergehen, Premium-User können alle 15 Minuten eine Vergütung erhalten. Sobald ein Betrag von mindestens 5 Euro erreicht ist, können die Benutzer eine Auszahlung anfordern. 2008 zahlte klamm.de monatlich rund 15.000 Euro aus.
2002 entstand auf klamm.de die „Internetwährung“ der klamm-Lose (auch einfach Lose genannt), die die Benutzer als Bonus für Aktionen auf der Website erhielten.
Das 2004 eingerichtete Webforum hat täglich ~250.000 Seitenaufrufe (Stand: 2013). Diskutiert wird rund um klamm.de und die klamm-Lose sowie allgemeine Themen.
2006 gewann klamm.de den Preis Deutschlands Website des Jahres in der Kategorie Beste Nachrichten-Website.
2007 hatte klamm.de nach eigenen Angaben ca. 250.000 Mitglieder. 2015 waren es knapp 375.000 Mitglieder.

## Lose
Die 2002 eingeführten klamm-Lose, die die Benutzer als Bonus für Aktionen auf der Website erhielten, konnten zunächst nur bei der wöchentlichen Verlosung auf klamm.de eingesetzt werden. Inzwischen können für die Lose wiederum Werbekontingente auf klamm.de gebucht werden und es werden täglich Loskontingente und wöchentlich Geldpreise (25 × 1 Euro) verlost. Zudem können Lose auch in Coins eingetauscht werden, mit denen die Nutzer an weiteren monatlichen Verlosungen mit einem Geldpreis in Höhe von derzeit (Stand: 2018) 100 Euro sowie Sachpreisen teilnehmen können. 
Nach der Einrichtung eines Transfersystems wurde es möglich, auf über 3000 weiteren Lose- und klamm.de-Fansites das Lose-Guthaben zu erweitern oder in Waren oder Dienstleistungen umzutauschen. Begünstigt wird dies durch die klamm.de-eigene Programmierschnittstelle ExportForce und die Entwicklung mehrerer Standardscripte. Hierdurch bekamen klamm-Lose einen Verkehrswert, nachdem sie für Lukas Klamm anfangs noch keinen realen Wert hatten.
klamm-Lose werden sowohl im klamm-Forum als auch auf externen Websites gehandelt. Der Marktwert der Lose lag anfangs bei 150 bis 200 Euro pro Million Lose (Geldkurs/Briefkurs). Da die Nutzer durch ihre Aktionen und sonstige Umstände ständig neue Lose erzeugen, denen keine Deckung gegenübersteht, kommt es zu einer Inflation bzw. zu einem kontinuierlichen Wertverfall der Lose. Der Wert sank bis 2015 auf ungefähr 1,50 € pro Milliarde Losen. klamm.de hat zum 1. November 2015 eine "Währungsreform" eingeleitet. Systemweit wurden auf klamm.de 6 Stellen (Nullen) gestrichen. Aus 1 Mio. Losen wurde 1 Los. Der Marktwert betrug im Februar 2016 etwa 300 Euro pro Million Losen. Bis April 2019 ist der Marktwert auf 11 Cent pro Milliarde gesunken.